# Babylon (Den Haag)

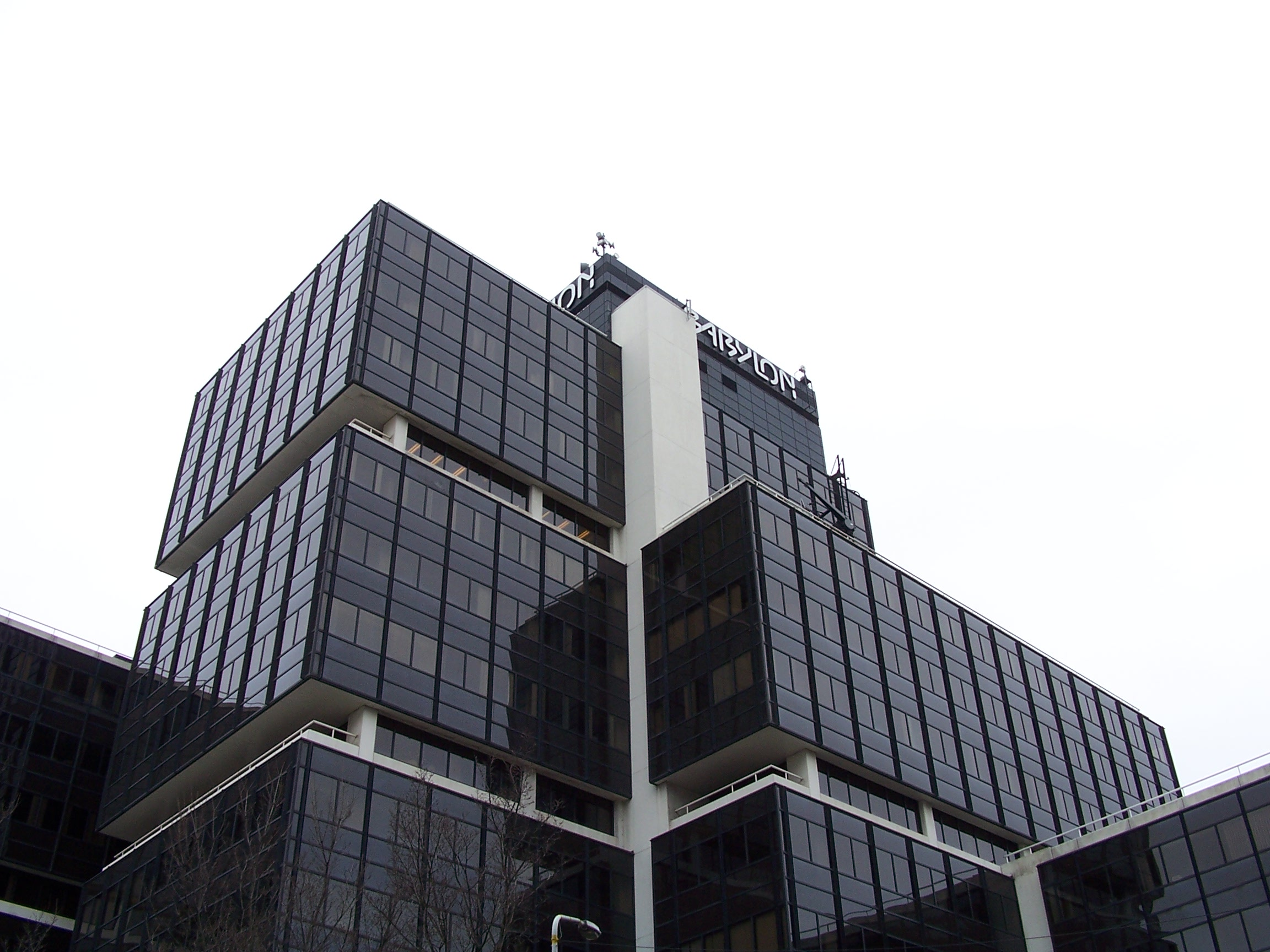
Het oorspronkelijke Babylon-gebouwencomplex

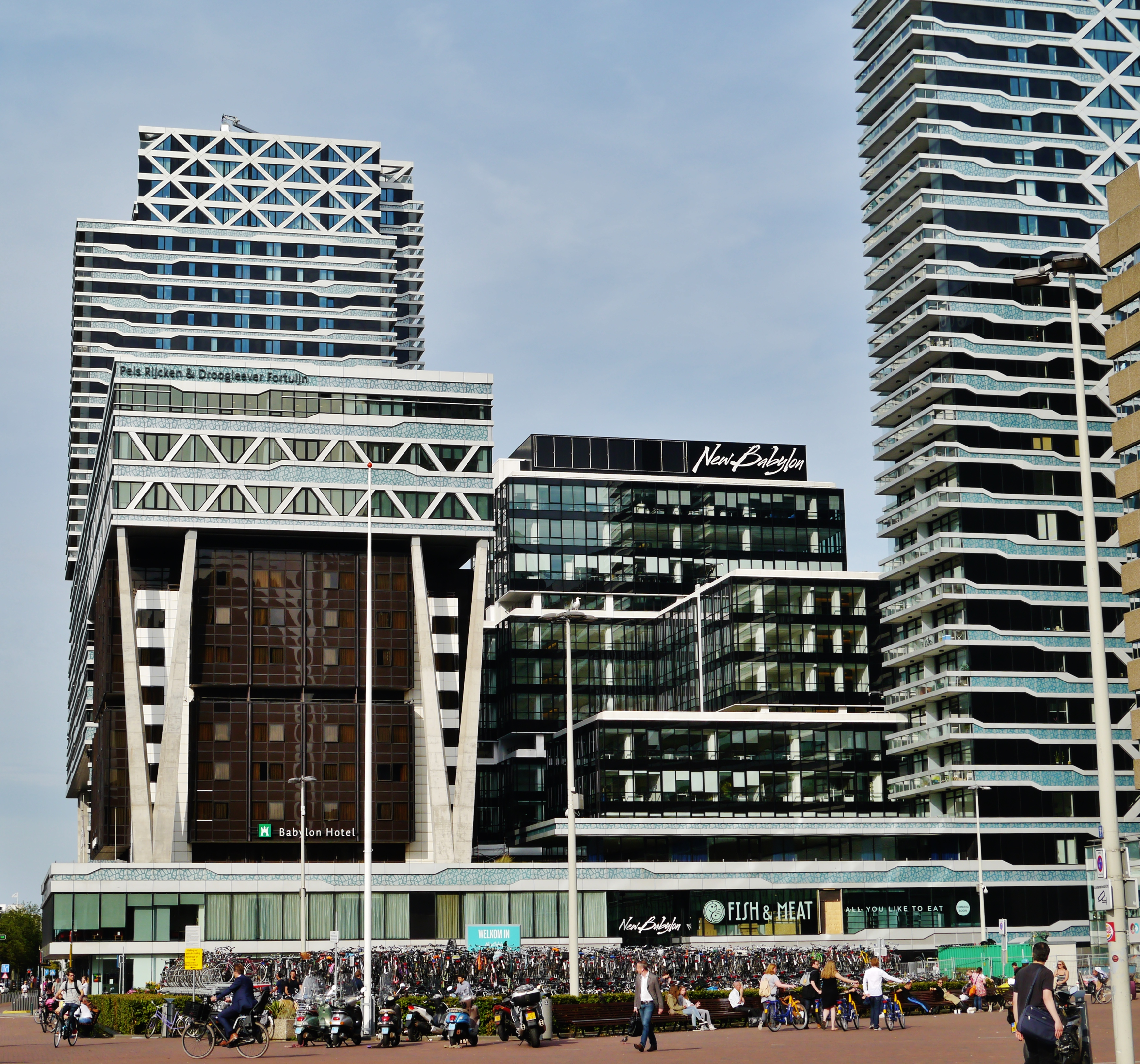
Het New Babylon-complex, waarin deels opgenomen de oude bebouwing van het Babylon-complex (tussen de V-vormige pilaren)

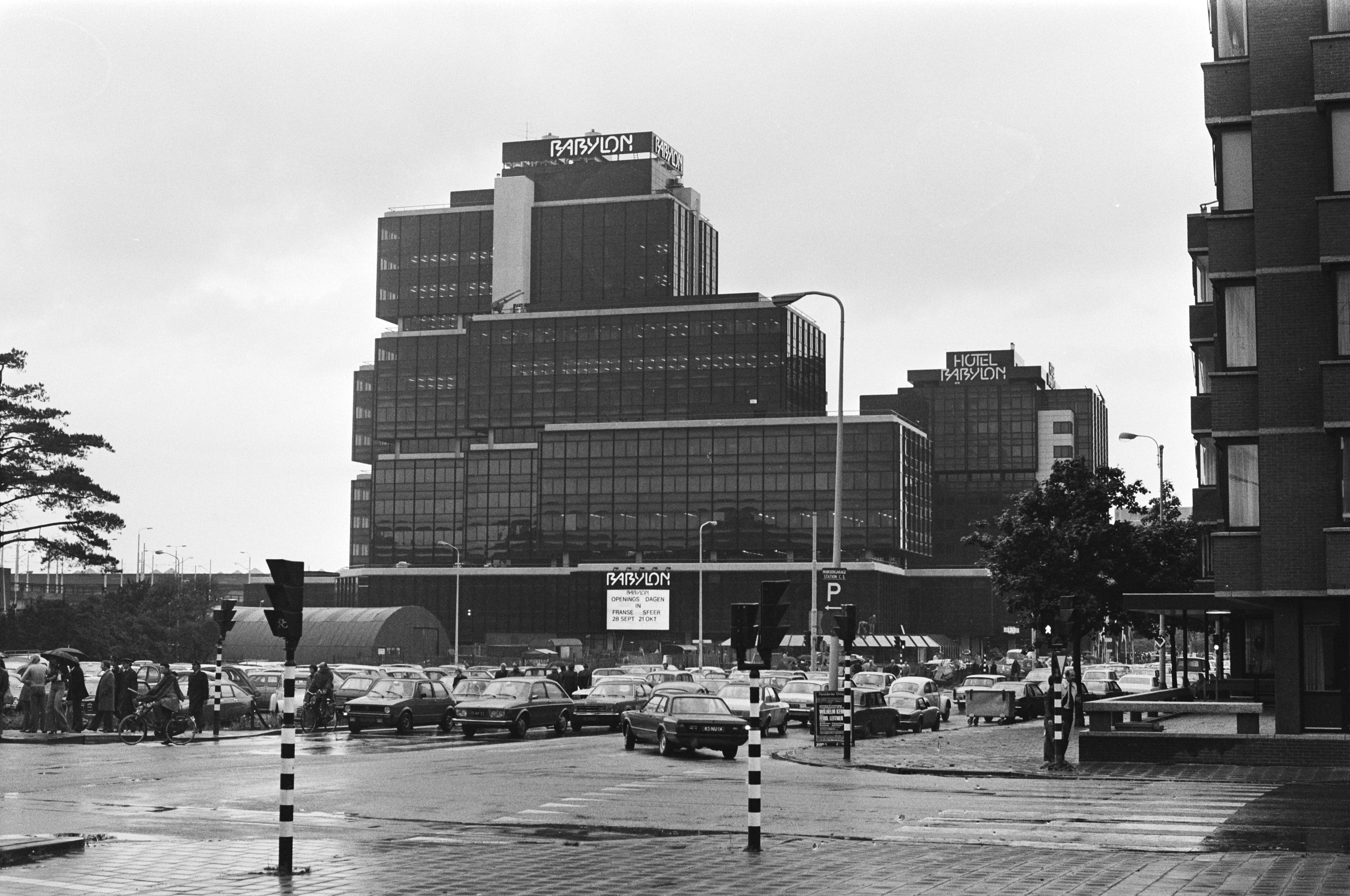
Babylon in 1978

Babylon is een voormalig gebouwencomplex aan de Bezuidenhoutseweg in Den Haag dat in oorsprong heeft bestaan van 1978 tot 2002. Daarna is het verbouwd tot New Babylon.

## Geschiedenis
Na de afbraak van het 19e-eeuwse landhuis Villa Boschlust aan de Haagse Bezuidenhoutseweg werden op het terrein ervan enkele straten van de wijk Bezuidenhout aangelegd. Langs deze straten werden grote huizen gebouwd, maar al snel bleek dat ze voor bewoning te duur waren en er werden daarom kantoren in gevestigd.
In 1944 werd de wijk getroffen door een zwaar geallieerd bombardement. Bij de wederopbouw van de wijk met veel kantoorgebouwen en de vernieuwing van het oude Station Staatspoor tot Den Haag Centraal Station, bleef het deel waar villa Boschlust had gestaan onbebouwd. Het viel binnen het gemeentelijk Wederopbouwplan-C.

### Ontwerp
Verschillende projectontwikkelaars meldden zich en de keuze viel op het Haagse bouwbedrijf M.A.B. Volgens de gemeente was er behoefte aan kantoorruimte, een hotel, 'dagwinkels' en dienstverlenende bedrijven. Om geen protesten te veroorzaken, werkte men van augustus 1972 tot ongeveer zomer van 1974 in het diepste geheim aan de detaillering van het plan. In samenspraak met de gemeente, het Rijswijkse architectenbureau Lucas & Niemeijer en de Nederlandse Spoorwegen werden de details van het plan ingevuld en bijgesteld door nog twee parkeerruimten en een bioscoop met twee zalen toe te voegen. Pas op 17 februari 1975 werd het plan in de gemeenteraad besproken en toen bleek er weinig weerstand tegen Babylon te zijn.
Het uiteindelijke ontwerp kwam van architect W.Th. Ellerman van architectenbureau Lucas & Niemeijer. Dit bureau had onder andere het Transitorium en de ministeries van Justitie en Binnenlandse zaken ontworpen en volgens het jackblocksysteem gebouwd. Het gebouwencomplex van Babylon werd echter ontworpen om op traditionele wijze te worden gebouwd. Boven op een volgens Amerikaans model ontworpen 'shopping mall' met een winkel- en horecagedeelte, kwam een in verschillende blokken verdeeld kantorencomplex. Aan de kant van het Koningin Julianaplein en de Bezuidenhoutseweg werd hotel 'Babylon' gesitueerd, terwijl onder de grond twee parkeerkelders kwamen en een ruimte voor tentoonstellingen. Voor het interieur werd hulp ingeroepen bij architecten in het buitenland; architect Janos Bertok uit Parijs ontwierp de winkelpassage, de eveneens in Parijs gevestigde Marc-Henri Hecht en Maurice Lubet ontwierpen de 'drugstore', terwijl de Brit Peter Glynn Smith het hotel ontwierp. De Fransen zorgden voor een opvallend ontwerp van het centrale plein met een fontein, planten en sculpturen, veel glas en koper.

### Bouw
In oktober 1973 was de opdracht voor de bouw verstrekt, in 1974 werd het bouwplan definitief goedgekeurd en de bouw begon op 15 oktober 1974 met het heien van de eerste paal. Op 27 september 1978 werd Babylon officieel geopend. Na de opening ging de bouw nog enkele jaren door met uitbreidingen die pas in 1983 helemaal afgerond waren.

## Kritieken
- De reacties op Babylon van architectuurcritici waren niet op alle punten positief. Het gebouw had met de donkere, glazen buitenkant ontegenzeggelijk een gesloten uitstraling.
- Het interieur werd te klein bevonden.
- Veel critici wezen op de excentrische ligging van Babylon ten opzichte van het echte centrum van de stad, die gekoppeld aan het ongenaakbare karakter van de buitenkant minder geschikt leek om veel publiek te trekken, hetgeen tot uitdrukking kwam in de afnemende belangstelling van bezoekers in de loop van de jaren.

In 2002 werd Babylon gekocht om als onderdeel van Den Haag Nieuw Centraal (DHNC), deels gesloopt, verbouwd en uitgebreid met nieuwe delen, te worden omgevormd tot een gebouwencomplex met meer uitstraling en aantrekkingskracht op bezoekers en gebruikers.